# تپه تفیه
تپه تفیه مربوط به هزاره اول قبل از میلاد است و در شهرستان اردبیل، بخش ویلکیج، روستای تفیه واقع شده و این اثر در تاریخ ۱۷ اسفند ۱۳۸۱ با شمارهٔ ثبت ۷۵۱۱ به‌عنوان یکی از آثار ملی ایران به ثبت رسیده است.